# Кольник буквицелистный
Ко́льник буквицели́стный (лат. Phyteuma betonicifolium) — вид цветковых растений рода Кольник (Phyteuma) семейства Колокольчиковые (Campanulaceae).

## Ботаническое описание

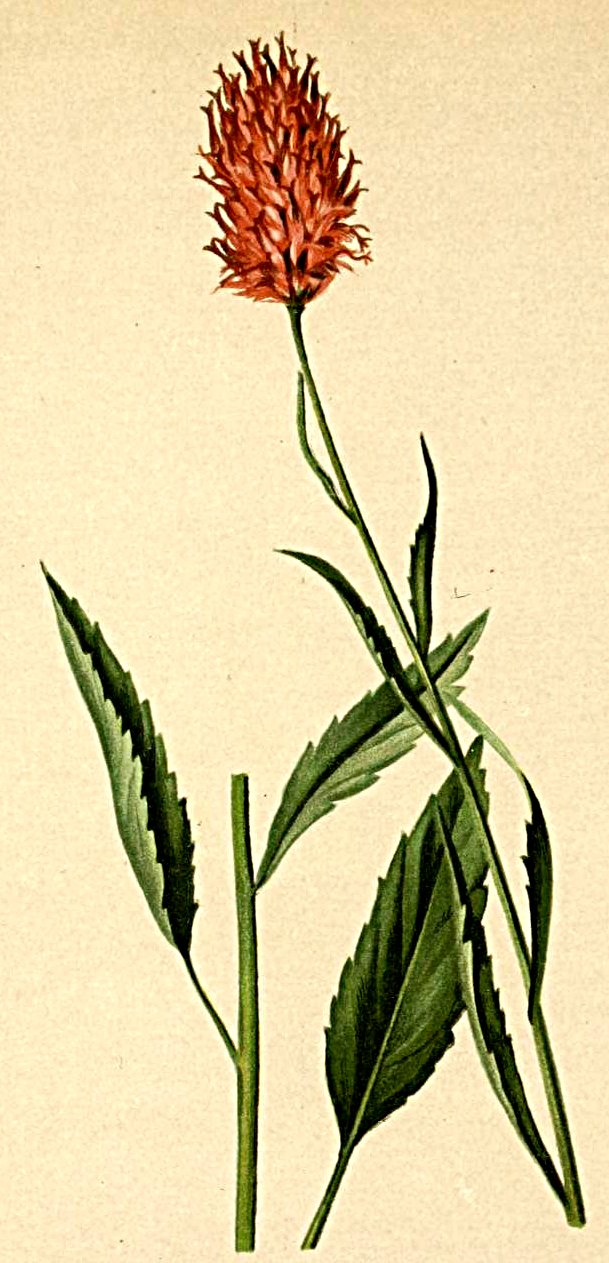
Кольник буквицелистный (Phyteuma betonicifolium). Ботаническая иллюстрация Антона Хартингера из книги «Atlas Alpenflora», 1882

Многолетнее травянистое растение высотой от 20 см до 70 см. Стебель прямостоячий, неветвящийся.
Прикорневые листья сердцевидные или округлые, остро- или тупоконечные. Верхние стеблевые листья узколанцетные, сидячие.
Цветки собраны в овальный или цилиндрический колос. Прицветники узколанцетные. Венчик длиной 7—12 мм, ярко-синего или пурпурного цвета. Столбик высовывается из венчика и несёт 3-лопастное рыльце.
Цветение с июня по август.

## Распространение и местообитание
Произрастает в Альпах в альпийской и субальпийской зонах. Предпочитает чуть кислые, бедные почвы на лугах, пастбищах и в кустарниковых зарослях на высотах от 1000 до 2700 м над уровнем моря.

## Таксономия
|  |                                      |  |                                                         |                                                         |                           |  | ещё 10 семейств (согласно Системе APG III) | ещё 10 семейств (согласно Системе APG III) |                            |  |  |  | ещё около 20 видов |
|  |                                      |  |                                                         |                                                         |                           |  | ещё 10 семейств (согласно Системе APG III) | ещё 10 семейств (согласно Системе APG III) |                            |  |  |  | ещё около 20 видов |
|  |                                      |  |                                                         | порядок Астроцветные                                    |                           |  |                                            |                                            | род Кольник                |  |  |  |                    |
|  |                                      |  |                                                         | порядок Астроцветные                                    |                           |  |                                            |                                            | род Кольник                |  |  |  |                    |
|  | отдел Цветковые, или Покрытосеменные |  |                                                         |                                                         | семейство Колокольчиковые |  |                                            |                                            | вид Кольник буквицелистный |  |  |  |                    |
|  | отдел Цветковые, или Покрытосеменные |  |                                                         |                                                         | семейство Колокольчиковые |  |                                            |                                            |                            |  |  |  |                    |
|  |                                      |  | ещё 58 порядков цветковых растений (по Системе APG III) | ещё 58 порядков цветковых растений (по Системе APG III) |                           |  |                                            | ещё более 90 родов                         | ещё более 90 родов         |  |  |  |                    |
|  |                                      |  |                                                         | ещё 58 порядков цветковых растений (по Системе APG III) |                           |  |                                            |                                            | ещё более 90 родов         |  |  |  |                    |

Вид кольник буквицелистный подразделяют на 2 подвида:
- Phyteuma betonicifolium subsp. betonicifolium
- Phyteuma betonicifolium subsp. scaposum (Rich.Schulz) Pignatti[1]

### Синонимы
- Phyteuma michelii subsp. betonicifolium (Vill.) Nyman
- Phyteuma spicatum var. betonicifolium (Vill.) Lapeyr.[2]